# Hartmut Wierscher
Hartmut Wierscher (* 20. Juli 1924 in Breslau; † 4. März 2014) war ein deutscher Politiker (SPD). Er war 19 Jahre lang Regierungspräsident des Regierungsbezirks Darmstadt und wurde 1987 in den Ruhestand versetzt. Er lebte seit 1957 in Nieder-Ramstadt.

## Ausbildung und Beruf
Nach der Kriegsgefangenschaft kam Wierscher nach Oberhessen. Als promovierter Jurist fand er Anstellung beim Regierungspräsidium Darmstadt und stieg bis zum Vizepräsidenten des Hauses auf. Nach der Auflösung des Regierungsbezirks Wiesbaden wurde er am 11. Juli 1968 zum ersten Regierungspräsidenten des vergrößerten Regierungsbezirks ernannt. Er war der Präsident mit der bislang längsten Amtsdauer. In seine Amtszeit fielen unter anderem die Gebietsreform in Hessen, die sich von 1970 bis 1979 hinzog sowie die Schaffung des Regierungsbezirks Gießen mit Jahresbeginn 1981.